# Asura prionosticha
Asura prionosticha är en fjärilsart som beskrevs av Turner 1940. Asura prionosticha ingår i släktet Asura och familjen björnspinnare. Inga underarter finns listade i Catalogue of Life.